# Куцобин, Пётр Васильевич
Пётр Васильевич Куцобин — советский политический деятель и учёный-востоковед.

## Биография
Родился в 1917 году в селе Астыровка. Член КПСС.
Участник Великой Отечественной войны в составе отдельного отряда кораблей ТОФ, штабе ТОФ. С 1945 года — на хозяйственной, общественной и политической работе. В 1945—1991 гг. — дипломатический работник в Индии, вице-президент Общества советско-индийской дружбы, специалист по проблемам рабочего и коммунистического движения в странах Южной и Юго-Восточной Азии, научный сотрудник Института востоковедения Академии наук СССР.
Умер в Москве в 1991 году.

## Награды и звания
- орден Отечественной войны II степени (06.04.1985)
- орден Трудового Красного Знамени (22.07.1977)
- орден Дружбы народов (20.07.1987)
- орден «Знак Почёта» (15.02.1961; 31.12.1966; 26.08.1971)

## Сочинения
- Куцобин Петр Васильевич . Современная Индия . Расстановка классовых и политических сил. М.: Политиздат, 1963. 127 с .
- Индия [Текст] : ежегодник / Гл. ред. П. В. Куцобин; АН СССР, Ин-т востоковедения. — М. : Наука, 1982—1988 . — 1990. — 384 с. : ил, карты ; 22 см. — 2.00 р
- Республика Шри Ланка: Экономика и политика. Григорий Григорьевич Котовский, Петр Васильевич Куцобин. М.: Наука, 1974—229 с.
- Куцобин Петр Васильевич. Внешняя политика Индии. Избранные речи и выступления 1980—1982. М.: Прогресс — 1982—351, [1] с.